# Премия XBIZ лучшему новому исполнителю
Премия XBIZ/XMA лучшему новому исполнителю (англ. XBIZ/XMA Award for Best New Performer) — ежегодная награда в области порноиндустрии, вручаемая компанией XBIZ лучшей новой исполнительнице или исполнителю года. Награда была учреждена в сентябре 2020 года путём объединения категорий «Лучшая новая старлетка» (Best New Starlet) и «Лучший мужской дебют» (Best Male Newcomer). Последний на январь 2025 года лауреат этой награды — актриса Галь Ричи.

## Лауреаты и номинанты
| Церемония/Год | Фото лауреата | Лауреат         | Номинанты |
| ------------- | ------------- | --------------- | --- |
| 19-я (2021)   |               | Скарлит Скандал | Адира Аллюр Алекс Мэк Алексис Тэй Белла Ролланд Ванесса Вега Дикси Линн Лейни Грей Лили Ларимар Пэйтон Пресли Скайлар Вокс Скотти Пи Слай Дигглер Спенсер Брэдли Шарлотта Синс  |
| 20-я (2022)   |               | Кензи Энн       | Алина Али Блейк Блоссом Дестини Крус Дэвид Ли Дэмион Дэйски Жизель Бланко Кейли Ганнер Коко Лавлок Майя Вульф Мэдди Мэй Феликс Фокс Эйприл Олсен Эмма Роуз Энджел Янгс          |
| 21-я (2023)   |               | Николь Доши     | Армани Блэк Джошуа Льюис Лайна Мари Леана Лавингс Лоусон Джонс Мэдисон Саммерс Скарлет Скайс Слимтик Вик Тайлер Круз Томми Кинг Харли Кинг Хатлер Гуриус Хейли Спейдс Эмбер Мур |
| 22-я (2024)   |               | Куини Сатин     | Бритт Блэр Голливуд Кэш Деми Хоукс Джордан Старр Зария Ора Лили Старфайр Луми Рэй Молли Литтл Саммер Виксен Саттин Серг Шепард Скарлетт Алексис Шанель Камрин Эбигейл Моррис    |
| 23-я (2025)   |               | Галь Ричи       | Джейк Престон Джиджи Диор Дэн Дэнглер Кен Филс Линда Лан Литтл Пак Майра Моунс Паркер Амброуз Рисса Мэй Синатра Монро Стелла Лакс Хлоя Кингсли Энджи Фейт Chocolate God         |